# Musique descriptive
On qualifie de musique descriptive toute œuvre musicale contenant un certain nombre d'éléments  extra-musicaux — chant d'oiseaux, bataille, phénomènes atmosphériques, cris et bruits divers, réels ou imaginaires, etc. — traduits ou transposés dans le langage musical au moyen d'une imitation plus ou moins réaliste.
Par exemple, le Carnaval des animaux de Camille Saint-Saëns, contient de nombreux éléments descriptifs : le tempo du french cancan évoquant la lenteur des tortues, les sons graves de la contrebasse pour représenter l'énormité de l'éléphant, la mélancolique mélodie du violoncelle imitant le déplacement du cygne sur l'eau, le xylophone, figurant les os des squelettes qui dansent, etc. Ce dernier élément est d'ailleurs originaire de son poème symphonique de la Danse macabre, où la harpe, au début de la pièce, représente les douze coups de minuit, les pizzicati du violoncelle peu après représentent la Mort frappant une tombe, etc. 
De nature vocale ou instrumentale, la musique descriptive s'oppose à la musique pure et relève généralement de la musique à programme.   
Les œuvres de musique à programme peuvent comprendre des passages descriptifs, par exemple l’orage dans le quatrième mouvement de la  Symphonie no 6 de Beethoven ou dans l'oratorio Les Saisons de Joseph Haydn mais évoquent généralement un sujet, en grande partie ou en totalité, sans imitation de sons extra-musicaux, plutôt émotion exprimée que peinture descriptive.   Il s'agit donc d'une ressource à laquelle le compositeur peut avoir recours, une simple caractéristique susceptible d'apparaître dans tel ou tel genre musical.
Parmi les œuvres musicales principalement descriptives, on peut citer les pièces de clavecin la Poule, Le rappel des oiseaux de Jean-Philippe Rameau, Pacific 231 d'Arthur Honegger.
On trouve notamment dans la musique descriptive des genres musicaux tels que :
- La musique de film
- Le poème symphonique
- La musique à programme (en général)